# Joachim Kunkler
Joachim Kunkler (* 27. August 1612 in St. Gallen; † 25. September 1696 ebenda) war Bürgermeister von St. Gallen (Schweiz).

## Leben
Joachim Kunkler war der Sohn von Laurenz Kunkler, Mitglied der Pfisterzunft und dessen Ehefrau Weibratha, Tochter des Joachim Vonwiller, ebenfalls aus der Pfisterzunft.
Er war Wirt des Gasthofes „Zum Hecht“, das 1624 erstmals urkundlich erwähnt wurde.
Aufgrund seiner zahlreichen städtischer und öffentlicher Ämter war er seinerzeit sehr einflussreich, so war er von 1654 bis 1657 Stadtrichter, von 1657 bis 1664 Zunftmeister, 1664 erfolgte seine Wahl zum Ratsherrn, bis er von 1670 bis 1695 abwechselnd mit Othmar Appenzeller, Johannes Spengler (gewählt 1687) und Heinrich Hiller (gewählt 1687) Amtsbürgermeister, Altbürgermeister und Reichsvogt war; in dieser Zeit war er ab 1688 auch Pannerhauptmann.
Joachim Kunkler war in erster Ehe mit Anna, Tochter des Kaspar Stähelin, Tuchwalker, und in zweiter Ehe mit Ottilia, Tochter des Jacob Zollikofer, Mitglied der Gesellschaft zum Notenstein, verheiratet.

## Schriften (Auswahl)
- Andreas Gryphius; Joachim Kunkler; Othmar Appenzeller; Hans Joachim Haltmeyer; Jacob Hochreutiner; Jakob Redinger: Der Sterbende Aemilius Paulus Papinianus Trauer-Spil. Von einer Jungen Burgerschafft der Statt St. Gallen etliche mahl auff offentlichem Schau-Platz gehalten/ Im Herbstmonat deß 1680. Jahrs. St. Gallen Hochreutiner Redinger 1681.
- Johann Heinrich Heidegger; Leonhard Laurenz Högger; Joachim Kunkler; Othmar Appenzeller; Johann Joachim Haltmeyer; Kaspar Kuntze; Tobias Schobinger; Sebastian Högger; Georg Högger; Johannes Spengler; Beat Ludwig Thormann; Conrad Locher; Johann Heinrich Erni; Jakob Hofmann; Christoph Mittelholzer; Bartholomaeus Wegelinus; Sebastian Hoegger; Sebastian Giller; Christian Huber: Disputatio Textualis Ad Ezechiel. XXXIII. II. De Misericordia Dei Erga Peccatorem Poenitentem. Zürich 1781.